# 第一代多爾切斯特男爵蓋伊·卡爾頓
陸軍上將第一代多爾切斯特男爵蓋伊·卡爾頓，KB（英語：Guy Carleton, 1st Baron Dorchester，1724年9月3日—1808年11月10日），英國愛爾蘭裔軍官，美國獨立戰爭前後兩次出任魁北克省總督。
卡爾頓生於1724年愛爾蘭，幼年所受教育有限。1742年，卡爾頓以17歲之齡從軍，並參與鎮壓第二次詹姆士黨人叛亂，期間與詹姆斯·沃爾夫結為友好。1740年奧地利王位繼承戰爭爆發，但卡爾頓少尉所屬的第25步兵軍團，要到1747年才調到歐洲大陸作戰。其時戰事已近尾聲，卡爾頓也欠缺機會立功晉陞。
1751年，卡爾頓調往擲彈兵衞隊，並在翌年陞任上尉。在一次偶爾機會下，卡爾頓獲得沃爾夫舉薦，為考察戰場的查爾斯·倫諾克斯，第三代里奇蒙公爵充當嚮導，獲得公爵賞識。里奇蒙公爵後來更成為卡爾頓的主要贊助人。
七年戰爭期間，卡爾頓曾短暫到德意志地區服役，後來隨沃爾夫調到北美洲。雖然喬治二世多次反對擢升卡爾頓，但在沃爾夫等人堅持下，卡爾於終在亞伯拉罕平原戰役擔任沃爾夫的軍需官，並陞為中校。沃爾夫在戰鬥中陣亡，而卡爾頓也受傷，不過戰役卻以英軍勝利作結。1762年卡爾頓調到加勒比海戰區，期間曾與理查德·蒙哥馬利並肩作戰。兩人後來在加拿大戰役正面交鋒。
1766年，卡爾頓獲任免為魁北克省副總督，再在1768年陞任魁北克省總督。在任期間，卡爾頓推行了法制改革，並且協助促成了《魁北克法令》。1775年美國獨立戰爭爆發，大陸軍在9月遠征加拿大。英軍起初雖然落敗，但在魁北克戰役獲勝，後來更將美軍逐回尚普蘭湖。這件功績使卡爾頓在1776年7月獲授巴斯勳章。不過卡爾頓同時被批抨指揮不善，未能及時追擊，結果在1777年被約翰·伯戈因取代為英軍指揮。卡爾頓在1777年8月獲升為中將，但他在1778年辭職返國。
1782年，英國在約克鎮圍城戰役落敗投降。卡爾頓獲任命為北美英軍總司令，接替亨利·克林頓爵士。上任後卡爾頓主要負責與美國商討效忠派居民的去向。1783年巴黎條約簽訂後，卡爾頓不但安排撤走效忠派居民，還制訂了《黑人名冊》（Book of Negroes），將原屬美國、但在英國治下重獲自由的黑人奴隸一同撤走，以免他們再次為奴。這批居民起初全部在新斯科舍省落腳，而部分黑人後來再移居到建城不久的塞拉利昂自由城。撤退完畢，卡爾頓亦辭職歸國。
返國後卡爾頓獲任命為全英屬北美總督，但實際上只有管治魁北克省的權限。1786年卡爾頓獲封為第一代多爾切斯特男爵，於1793年升任上將，在1796年正式退休，最後在1808年辭世。

## 外部連結
- St Swithun's Church, Nately Scures, England Plaque memorial for Guy Carleton, Gobernador de Quebec y Thomas Carleton Gobernador de New Brunswick
- Archives of Guy Carleton, 1st Baron Dorchester (Sir Guy Carleton, 1st Baron Dorchester fonds, R7136) are held at Library and Archives Canada